# Hamarskaftet
Hamarskaftet (norwegisch für Hammergriff) sind eine 8 km lange Reihe von Nunatakkern im ostantarktischen Königin-Maud-Land. Im Mühlig-Hofmann-Gebirge ragen sie 3 km nordwestlich des Bergs Svarthamaren auf.
Norwegische Kartographen, die diese Gebirgsgruppe auch benannten, kartierten sie anhand von Vermessungen und Luftaufnahmen der Dritten Norwegischen Antarktisexpedition (1956–1960).